# Vyhlídka Malenovice
Vyhlídka Malenovice, nazývaná také Malenovická vyhlídka nebo Vyhlídka Malenovice Borová, je dřevěná vyhlídka či přízemní rozhledna na kopci v Borové, části obce Malenovice v okrese Frýdek-Místek v Moravskoslezském kraji. Nachází se také v pohoří Podbeskydská pahorkatina a v Horním Slezsku.

## Další informace
Vyhlídka Malenovice se nachází u poutního kostela svatého Ignáce z Loyoly v Borové v Malenovicích a byla postavena v roce 2018 v rámci rekultivace lesoparku pod kostelem. Vyhlídková terasa má kruhový tvar, ze kterého vedou dvě plošiny (dvě vyhlídková mola) nad úroveň terénu. Z vyhlídky je vidět panorama Moravskoslezských beskyd a Podbeskydské pahorkatiny. Místo je celoročně volně přístupné a vedou k němu turistické trasy Medvědí stezka a Čapí stezka.

## Galerie

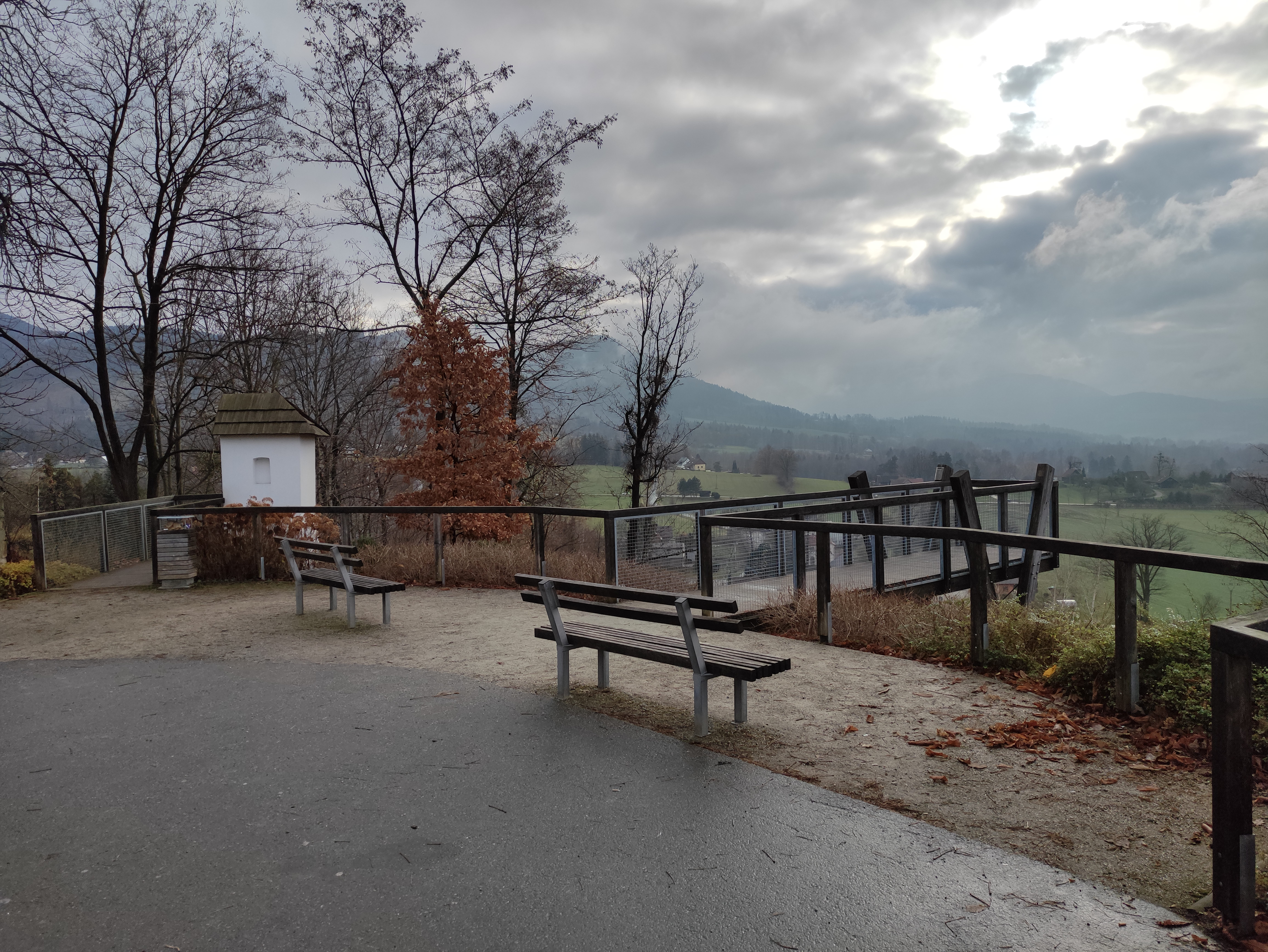
Přístup na plošinu
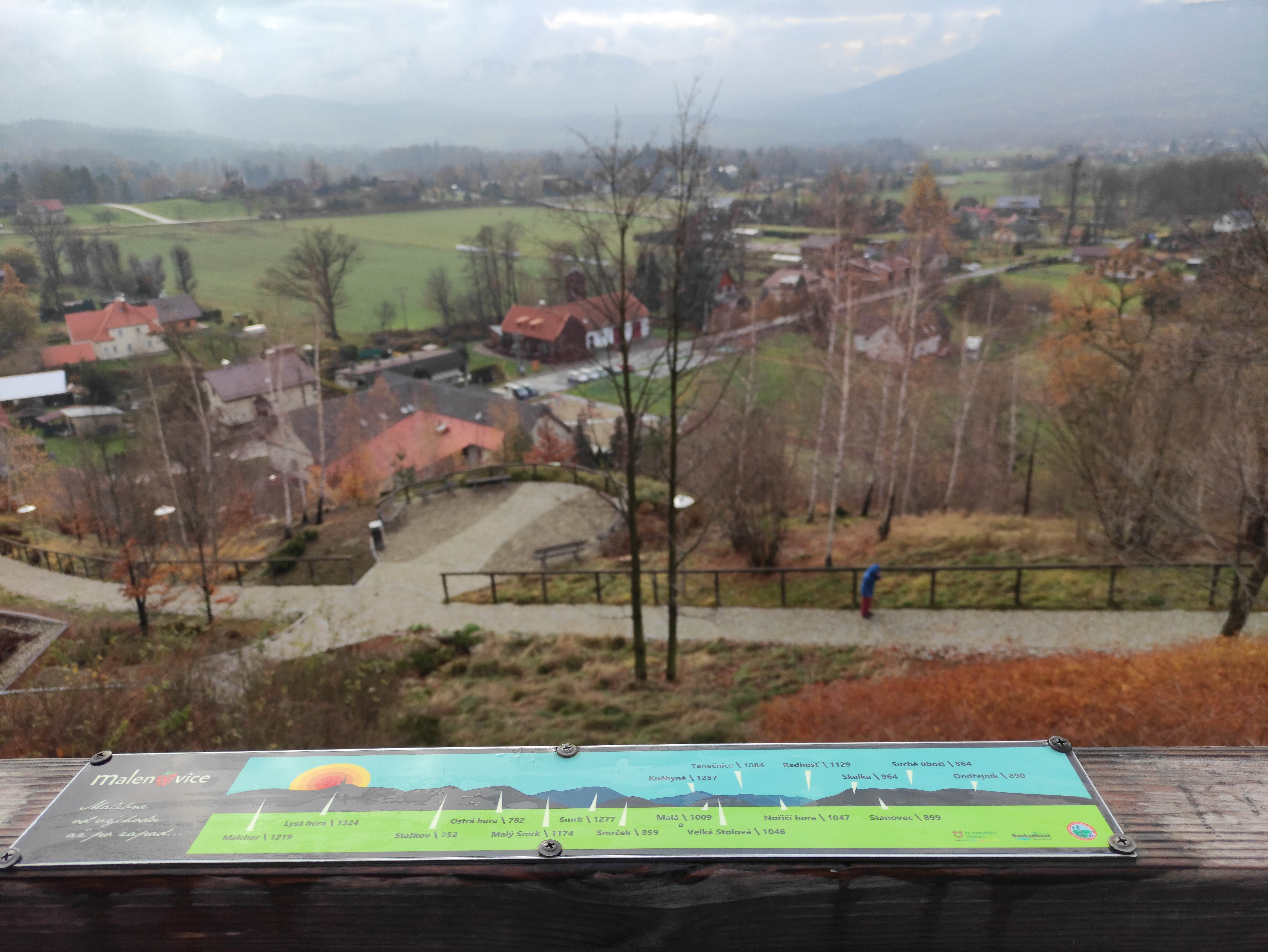
Mapa a výhled do údolí
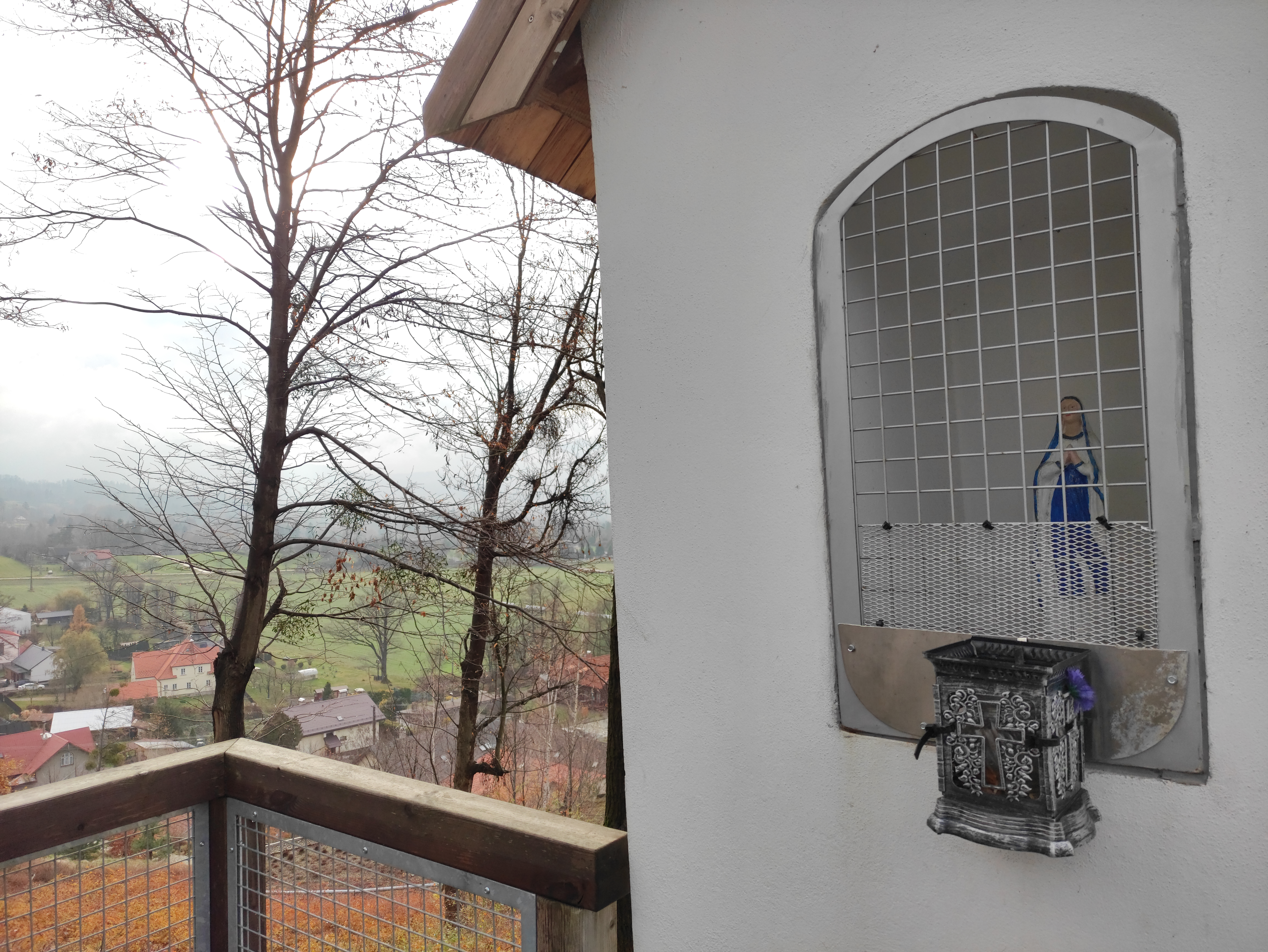
Kaplička
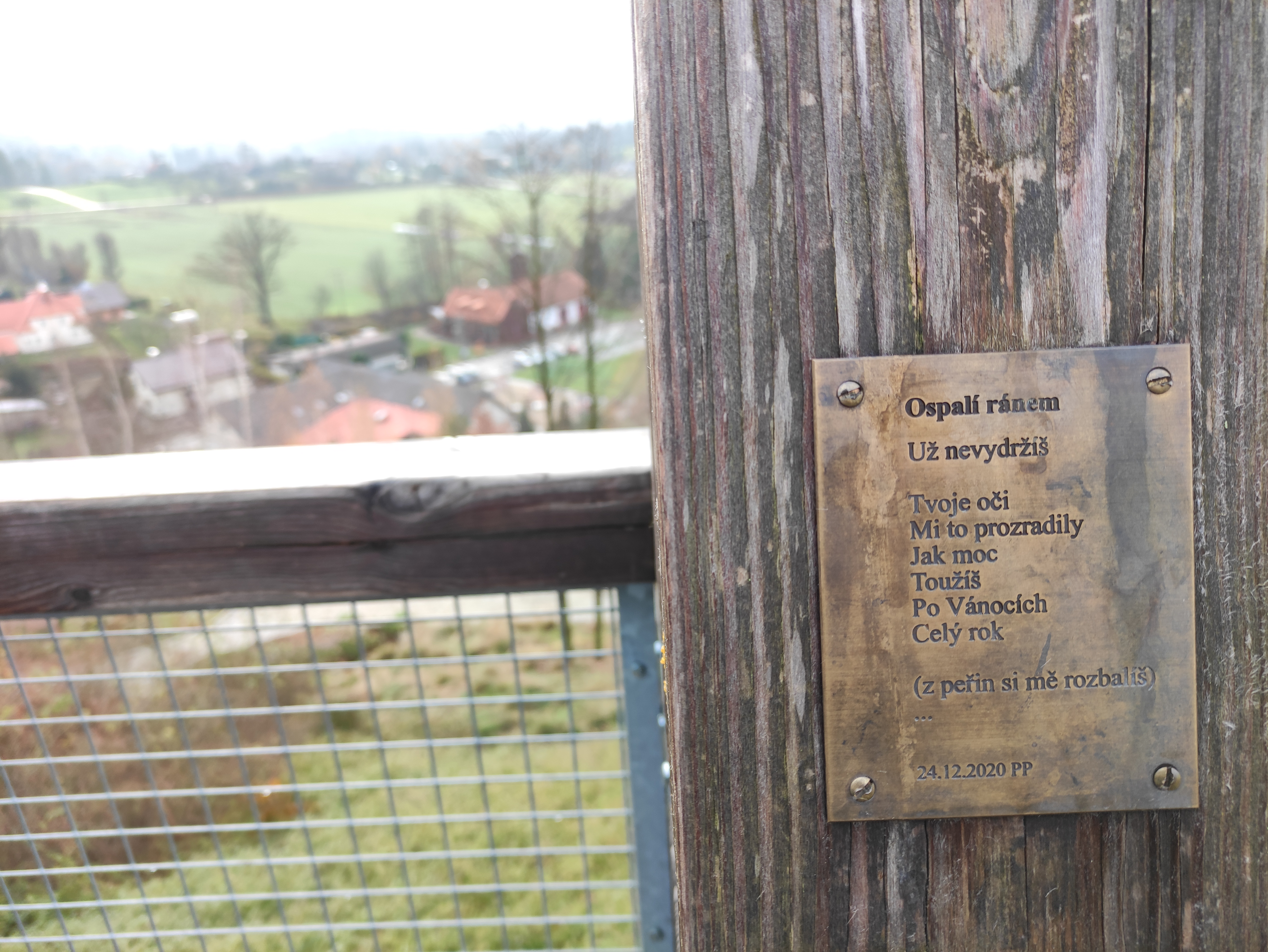
Deska s básní